# Jeffrey Dean Morgan
Jeffrey Dean Morgan (Seattle, 22 d'abril de 1966) és un actor estatunidenc. És conegut sobretot pels seus papers com Negan a la sèrie de televisió The Walking Dead, Denny Duquette a Grey's Anatomy i John Winchester a la sèrie de televisió Supernatural.

## Biografia
Des del seu començament el 1991, ha aparegut en 15 pel·lícules. No obstant això, el gruix de la seva carrera l'ha desenvolupat a la televisió, havent estat el protagonista de la sèrie de 1996-1997 The Burning Zone. El seu personatge de Dr. Edward marqués va aparèixer en 10 de 19 episodis.
Des de 1999, Morgan ha aparegut en diverses sèries de televisió, entre elles Urgències, JAG, Walker, Texas Ranger, The Practice, Àngel, Tru Calling, CSI: Crime Scene Investigation|CSI, Sliders (Salt a l'infinit), Monk o The Good Wife.
Durant el 2005 i 2006, Morgan va saltar a la fama apareixent amb personatges recurrents i de forma simultània en tres sèries de televisió diferents: Supernatural, Anatomia de Grey, i Weeds. En 2007 va participar al costat de Hilary Shwank en la pel·lícula P.S. I Love You, interpretant a l'irlandès William Gallagher i realitzant una escena de nu per darrere en la qual va mostrar els seus glutis. El 2009 va interpretar el vigilant anomenat el Comediant, en la pel·lícula Watchmen, basada en la novel·la gràfica de el mateix nom escrita per Alan Moore i il·lustrada per Dave Gibbons.

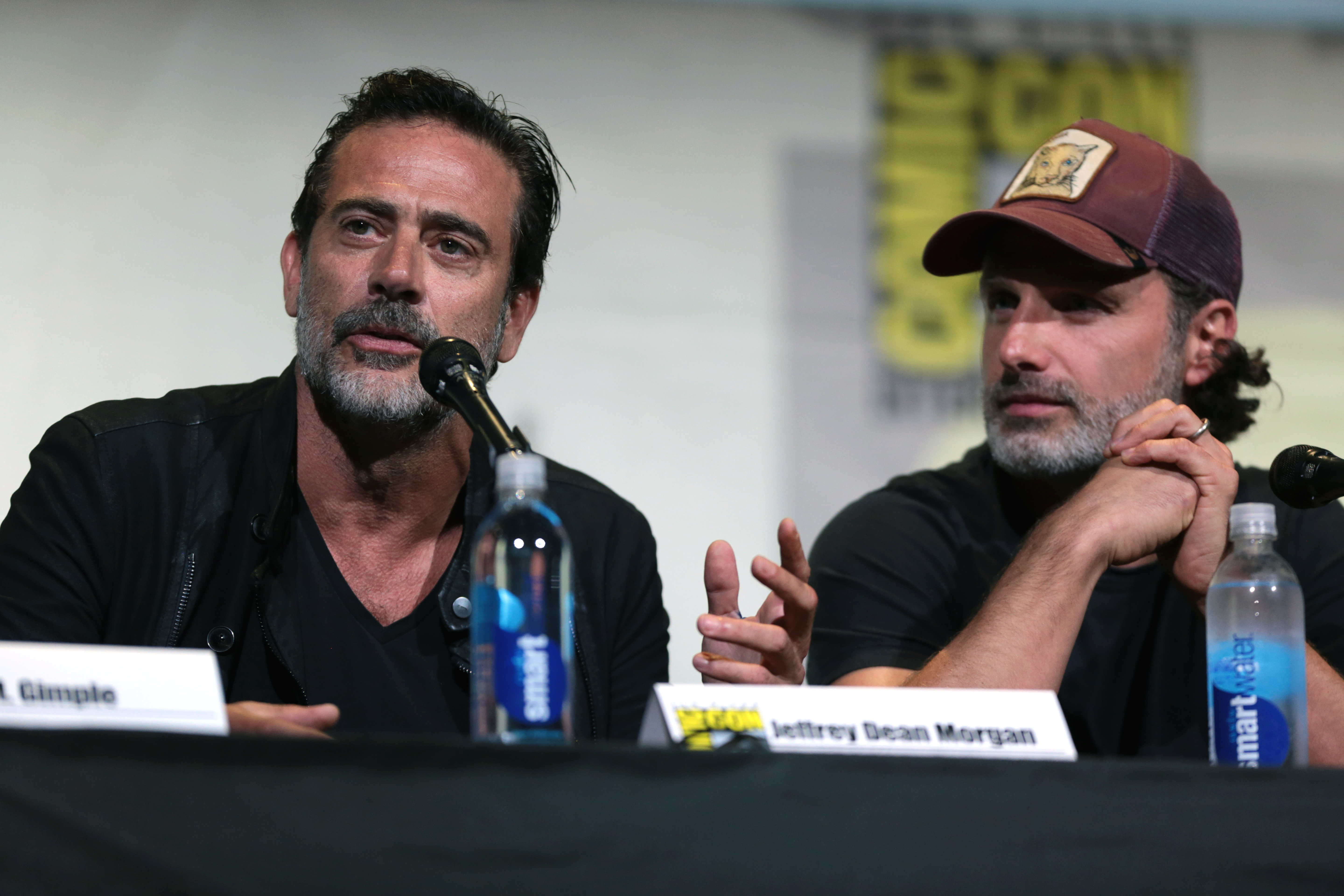
Jeffrey Dean Morgan juntament amb Andrew Lincoln el 2016

El 2015 confirma la seva participació en la setena temporada de l'exitosa sèrie de televisió The Walking Dead, en la qual prendrà el paper de l'antagonista principal i antiheroi Negan.

## Vida Privada
El 1998 es va casar amb l'actriu Anya Longwell, de qui es va divorciar el 2003. El 2009 va estar vinculat a l'actriu Hilarie Burton, amb qui va tenir un noi, Augustus, el 2010, i una filla, George Virginia, el 2018; els dos es van casar el 5 d'octubre de 2019.

## Filmografia

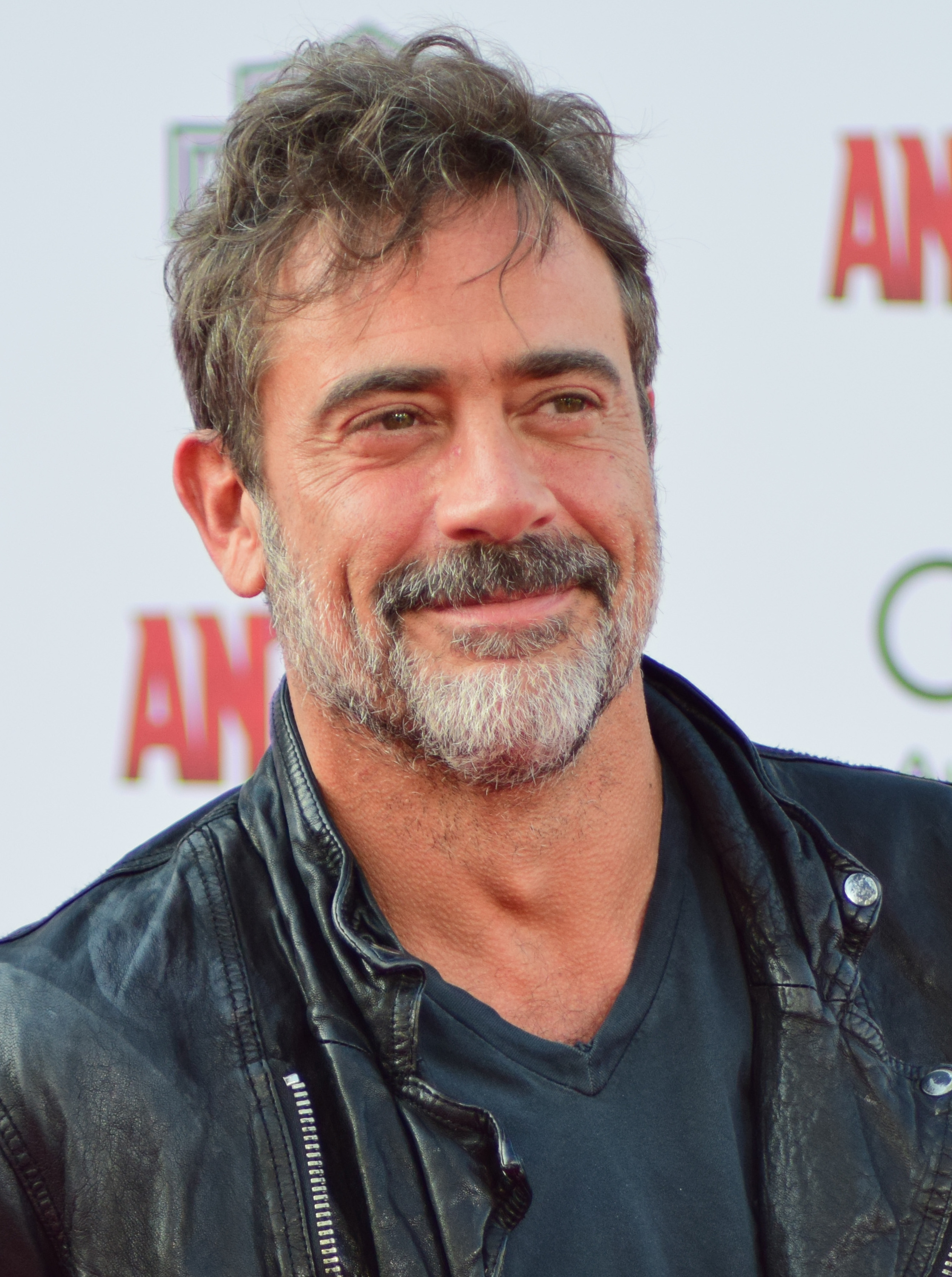
Jeffrey Dean Morgan el 2015

### Cinema
| Any  | Títol                                         | Paper                               | Notes            |
| ---- | --------------------------------------------- | ----------------------------------- | ---------------- |
| 1991 | Uncaged                                       | Sharkey                             |                  |
| 1995 | Dillinger and Capone                          | Jack Bennett                        |                  |
| 1995 | Undercover Heat                               | Ramone                              |                  |
| 1997 | Legal Deceit                                  | Todd Hunter                         |                  |
| 1999 | Road Kill                                     | Bobby                               |                  |
| 2003 | Something More                                | Daniel                              | pel·lícula curta |
| 2004 | Dead & Breakfast                              | El xèrif                            |                  |
| 2004 | Sis - La marca desencadenada                  | Tom Newman                          |                  |
| 2005 | Chasing Ghosts                                | Detectiu Cole Davies                |                  |
| 2007 | Live!                                         | Rick                                |                  |
| 2007 | Fred Claus                                    | El pretendent de Wanda              | no acreditat     |
| 2007 | P.D. T'estimo                                 | William Gallagher                   |                  |
| 2008 | Marit per sorpresa                            | Patrick Sullival                    |                  |
| 2009 | Watchmen                                      | Edward Blake                        |                  |
| 2009 | Motel Woodstock                               | Dan                                 |                  |
| 2010 | The Losers                                    | Franklin Clay                       |                  |
| 2010 | Shanghai                                      | Connor                              |                  |
| 2010 | Jonah Hex                                     | Jeb Turnbull                        | Convidat         |
| 2011 | The Resident                                  | Max                                 |                  |
| 2011 | Texas Killing Fields                          | Brian Heigh                         |                  |
| 2011 | Peace, Love & Misunderstanding                | Jude                                |                  |
| 2012 | The Courier                                   | El missatger                        |                  |
| 2012 | The Possession                                | Clyde Brenek                        |                  |
| 2012 | Red Dawn                                      | Com el tinent-coronel Andrew Tanner |                  |
| 2014 | The Salvation                                 | Delarue                             |                  |
| 2015 | Premonitions                                  | Agent Joe Merriweather              |                  |
| 2015 | Desierto                                      | Sam                                 |                  |
| 2015 | Heist                                         | Luke Vaughn                         |                  |
| 2016 | Batman contra Superman: L'alba de la justícia | Thomas Wayne                        | no acreditat     |
| 2018 | Rampage                                       | Harvey Russell                      |                  |
| 2020 | The Postcard Killings                         | Jacob Kanon                         |                  |
| 2020 | Walkaway Joe                                  | Cal McCarthy                        |                  |
| 2021 | The Unholy                                    | Gerry Fenn                          |                  |
| 2022 | Fall                                          | James Connor                        |                  |

### Televisió
| Any             | Títol                          | Paper                       | Notes                    |
| --------------- | ------------------------------ | --------------------------- | ------------------------ |
| 1995            | Extreme                        | Jack Hawkins                | episodis: 1x03-1x04      |
| 1995; 2002      | JAG                            | Weapons Officer             | episodis: 1x03-7x22-7x24 |
| 1996            | Sliders                        | Dr. Edward Marcase          | episodi: 2x05            |
| 1996–1997       | The Burning Zone               | Dr. Edward Marcase          | 1 episodi                |
| 2000            | Walker Texas Ranger            | Jake Hobart                 | episodi: 9x09            |
| 2001            | ER                             | Firefighter Larkin          | episodi: 7x15            |
| 2002            | The Practice                   | Daniel Glenn                | episodi: 6x11            |
| 2002            | Angel                          | Sam Ryan                    | episodi: 3x12            |
| 2002            | The Divison                    | Pare William Natali         | episodi: 2x05            |
| 2003            | CSI: Crime Scene Investigation | Undercover Agent #1         | episodi: 4x02            |
| 2003            | Star Trek: Enterprise          | Xindi-Reptilian             | episodi: 3x11            |
| 2004            | Tru Calling                    | Geoffrey Pine               | episodi: 1x16            |
| 2004            | Monk                           | Steven Leight               | episodi: 3x01            |
| 2005            | The O.C.                       | Joe Zukowski                | episodi: 2x10            |
| 2005            | Weeds                          | Judah Botwin                | episodis: 1x02-1x06      |
| 2005–2007; 2019 | Supernatural                   | John Winchester / Azazel    | 13 episodis              |
| 2006–2009       | Grey's Anatomy                 | Denny Duquette              | 23 episodis              |
| 2012–2013       | Magic City                     | Isaac "Ike" Evans           | 16 episodis              |
| 2014            | Shameless                      | Charlie Peters              | episodi: 4x12            |
| 2015            | Texas Rising                   | Deaf Smith                  | 5 episodis               |
| 2015            | Extant                         | JD Richter                  | 13 episodis              |
| 2015–2016       | The Good Wife                  | Jason Crouse                | 19 episodis              |
| 2016–2022       | The Walking Dead               | Negan                       | 63 episodis              |
| 2023–present    | The Walking Dead: Dead City    | Negan                       | 14 episodis              |
| 2024–present    | The Boys                       | Joe Kessler / Billy Butcher | 8 episodis               |